# Orthotrichum crenatoerosum
Orthotrichum crenatoerosum är en bladmossart som beskrevs av C. Müller 1885. Orthotrichum crenatoerosum ingår i släktet hättemossor, och familjen Orthotrichaceae. Inga underarter finns listade i Catalogue of Life.